# رایشلینگ
رایشلینگ (به آلمانی: Reichling) یک شهر در آلمان است که در بایرن واقع شده‌است.

## خصوصیات
رایشلینگ ۲۳٫۲۷ کیلومترمربع مساحت دارد ۷۳۱ متر بالاتر از سطح دریا واقع شده‌است.